# 1968年メキシコシティーオリンピックのベルギー選手団
1968年メキシコシティーオリンピックのベルギー選手団（1968ねんメキシコシティーオリンピックのベルギーせんしゅだん）は、1968年10月12日から10月27日にかけてメキシコの首都メキシコシティーで開催された1968年メキシコシティーオリンピックのベルギー選手団、およびその競技結果。

## 概要
今大会は銀メダル1個、銅メダル1個の合計2個のメダルを獲得した。

## メダル
| メダル | 選手名                                      | 競技                 | 種目                   |
| ------ | ------------------------------------------- | -------------------- | ---------------------- |
| 銀     | Serge Reding                                | ウエイトリフティング | ヘビー級（+90 kg）     |
| 銅     | ダニエル・フンス ロベルト・ファン・ランケル | 自転車               | 男子タンデムスプリント |